# Узедом (острів)
Узедо́м або Узнам (нім. Usedom, пол. Uznam) — острів у Балтійському морі в Померанії, розділений між Німеччиною та Польщею. 
Це другий за величиною Померанський острів після Рюгена та найгустонаселеніший острів у Балтійському морі.
Розташований на північ від Щецинської лагуни, гирла річки Одер. Близько 80% острова належить до німецького округу Передня Померанія-Грайфсвальд у землі Мекленбург-Передня Померанія. 
Східна частина і найбільше місто острова Свіноуйсьце входять до складу польського Західнопоморського воєводства. Загальна площа острова становить 445 км² — 373 км² у німецькій частині та 72 км² у польській частині. Його населення становить 76 500 (у Німеччині — 31 500, у Польщі — 45 000).
Із середньорічною кількістю сонячного світла 1906 годин, Узедом є найсонячнішим регіоном Німеччини та Польщі, а також одним із найсонячніших островів у Балтійському морі, звідси його прізвисько «Сонячний острів» 
(нім. Sonneninsel, пол. Wyspa Słońca).
Острів став туристичним центром з часів Грюндерцайт у XIX столітті та має курортну архітектуру.Морські курорти: Цинновіц та Бурштинові курорти на заході, Герінгсдорф і Свіноуйсьце на сході.

## Географія
Острів відділений від сусіднього острова Волін на сході протокою Свіна, що є головним шляхом, що сполучає Щецинську затоку з Поморською затокою, частиною Балтійського моря. Протока між островом і материком називається Пенештром — продовження нижньої течії долини річки Пене, що впадає у найзахіднішу частину Щецинської лагуни. Острів переважно рівнинний, частково вкритий болотами.
Озера на острові:
| Назва озера | Висота            | Площа акваторії        |
| ----------- | ----------------- | ---------------------- |
| Цеммерерзе  | 0,3 м (0,98 фут)  | 0,18 км2 (0,069 миля2) |
| Готензе     | 0 м (0 фут)       | 5,56 км2 (2,15 миля2)  |
| Кахлінерзе  | 0 м (0 фут)       | 1,00 км2 (0,39 миля2)  |
| Шмоллензе   | 0 м (0 фут)       | 5,03 км2 (1,94 миля2)  |
| Вольгастзе  | −0,6 м (−2,0 фут) | 0,47 км2 (0,18 миля2)  |

Найбільшим містом на острові є Свіноуйсьце, населення якого становить 41 500 осіб. 
Західна частина Свіноуйсьце займає всю польську частину острова. 
Інше місто, Узедом. 
Найбільшими муніципалітетами в німецькій частині є Герінгсдорф та Цинновіц.
На узбережжі Балтійського моря є багато морських курортів, у тому числі Цинновіц і Козеров на заході, а також три цісарські курорти Альбек, Герінгсдорф і Бансін, що утворюють місто, а також сусіднє Свіноуйсьце на сході Узедома.
Внутрішня частина острова називається Ахтерланд , що має посилання на лагуну Ахтервассер (Задні води), характеризується незайманими лісами, ландшафтами лагун і пагорбами, а також тихими селами, такими як Лоддін і Бальмер-Зе з полем для гольфу.
Основні види економічної діяльності: туризм, охорона здоров'я та науки про життя, роздрібна торгівля, сільське господарство, рибальство, тваринництво, харчова обробка та виробництво деревини.

## Історія
Заселена з кам'яної доби, територія, ймовірно, була заселена германцями-ругами, перш ніж полабські слов'яни переселилися в V-VII століттях. Навколо острова були створені вендські/скандинавські торгові центри, такі як Вінета/Йомсборг і Менцлін. На початку XII століття острів разом із Західною Померанією потрапив під сюзеренітет Польщі під керівництвом Болеслава III Кривоустого і став частиною новоствореної васальної держави Польщі, Герцогства Поморського. Польський правитель розпочав християнізацію, доручивши це завдання Отто Бамберзькому, а в 1128 році слов'янський поморський герцог Вартислав I був навернений у християнство зусиллями Оттона. У 1155 році премонстрати заснували монастир у Гробе, загально відомий як Узедомське абатство, що в 1309 році було перенесено до села Пудагла. Тим часом у Крумміні було засновано цистерціанський жіночий монастир, і незабаром майже весь острів опинився у володінні того чи іншого церковного ордену. Під час Реформації володіння перейшло до слов'янських князів Померанії, що заволоділи островом.
Під час Тридцятилітньої війни 26 червня 1630 року шведська армія під проводом короля Густава Адольфа висадилася в селі Пенемюнде, розташованому в протоці Пенештром. У 1637 році помер останній герцог Померанії Богуслав XIV, рід Грифічів вимер, а герцогство припинило своє існування. Після війни Узедом був анексований Швецією майже на століття, поки в 1720 році його не продали за 2 мільйони талерів прусському королю Фрідріху Вільгельму I. У 1740 році король Пруссії Фрідріх Великий розбудував морський порт у Свіноуйсьце (тоді Свінемюнде). У 1871 році разом з Королівством Пруссія острів став частиною Німецької імперії.
Маленьке село Пенемюнде знову стало відомим під час Другої світової війни. Люфтваффе випробувало ракети, включаючи Фау-1 та Фау-2, на полігоні поблизу села. Німеччина використовувала тисячі полонених на Узедомі під час Другої світової війни.
У 1945 році східна частина острова разом з містом і портом Свінемюнде (нині Свіноуйсьце ) була передана Польщі відповідно до змін кордону, проголошених на Потсдамській конференції, а вцілілих німецьких жителів міста було депортовано на захід. Територію знову заселили поляки, більшість з яких було депортовано радянською владою з колишньої східної Польщі.

## Туризм

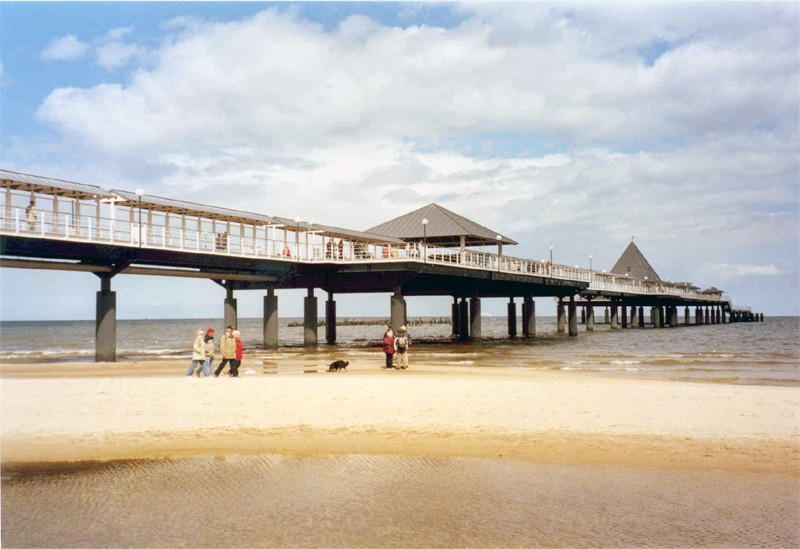
Пірс у місті Герінгсдорф

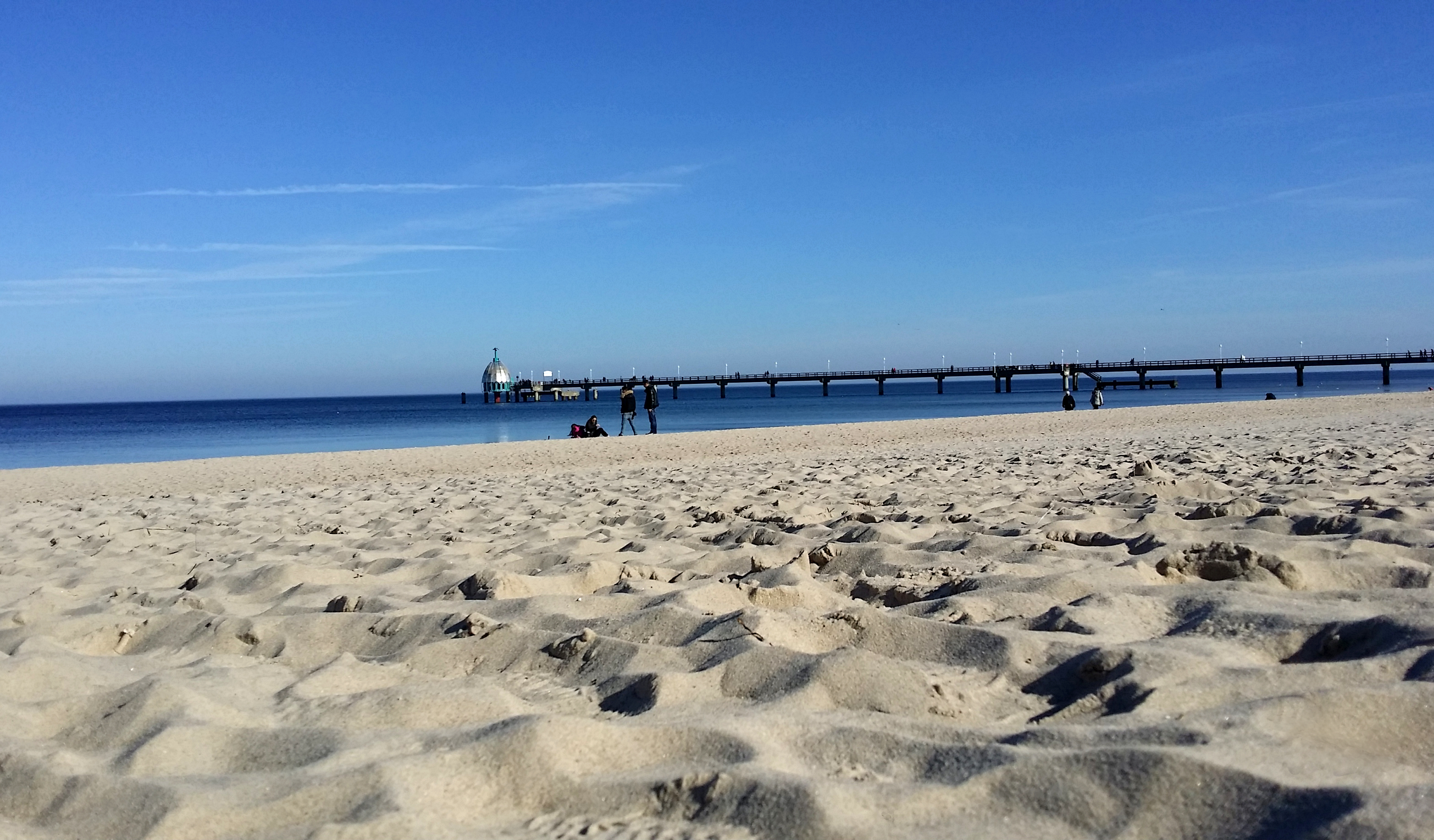
Пляж на Узедом біля Цинновіца.

Узедом є однією з головних зон відпочинку в Німеччині завдяки своїм пляжам, природному середовищу та приморським містам, таким як Альбек, Герінгсдорф і Бансін, а також польське Свіноуйсьце, що, починаючи з Грюндерцайта в 19 столітті, часто відвідували німецькі та міжнародні можновладці, а також широка громадськість.
Згідно з The Guardian, станом на 2022 рік острів «... відомий як «ванна Берліна», або поетичніше, як «сонячний острів», але «... залишається в основному невідкритим». міжнародними мандрівниками».
Готелі та пансіонати є по обидва боки німецько-польського кордону. 
Багато з них оформлені в морській тематиці, а морепродукти є головною карткою. Церква Св. Петра в Бенці зображена на роботах кількох художників, у тому числі німецько-американського художника Ліонеля Файнінгера , який проводив літні канікули на острові в 1909 — 1918 роках. Окрім берегової лінії, у внутрішній частині є природні заповідники, замки, озера та історичні села.
Цікаві місця німецької частини острова:
- Узедомський ботанічний сад[en], Меллентін
- Карнінський підіймальний міст[de], технічний пам'ятник колишнього мосту через Пенештром.
- Мавзолей Данненфельдта[en]

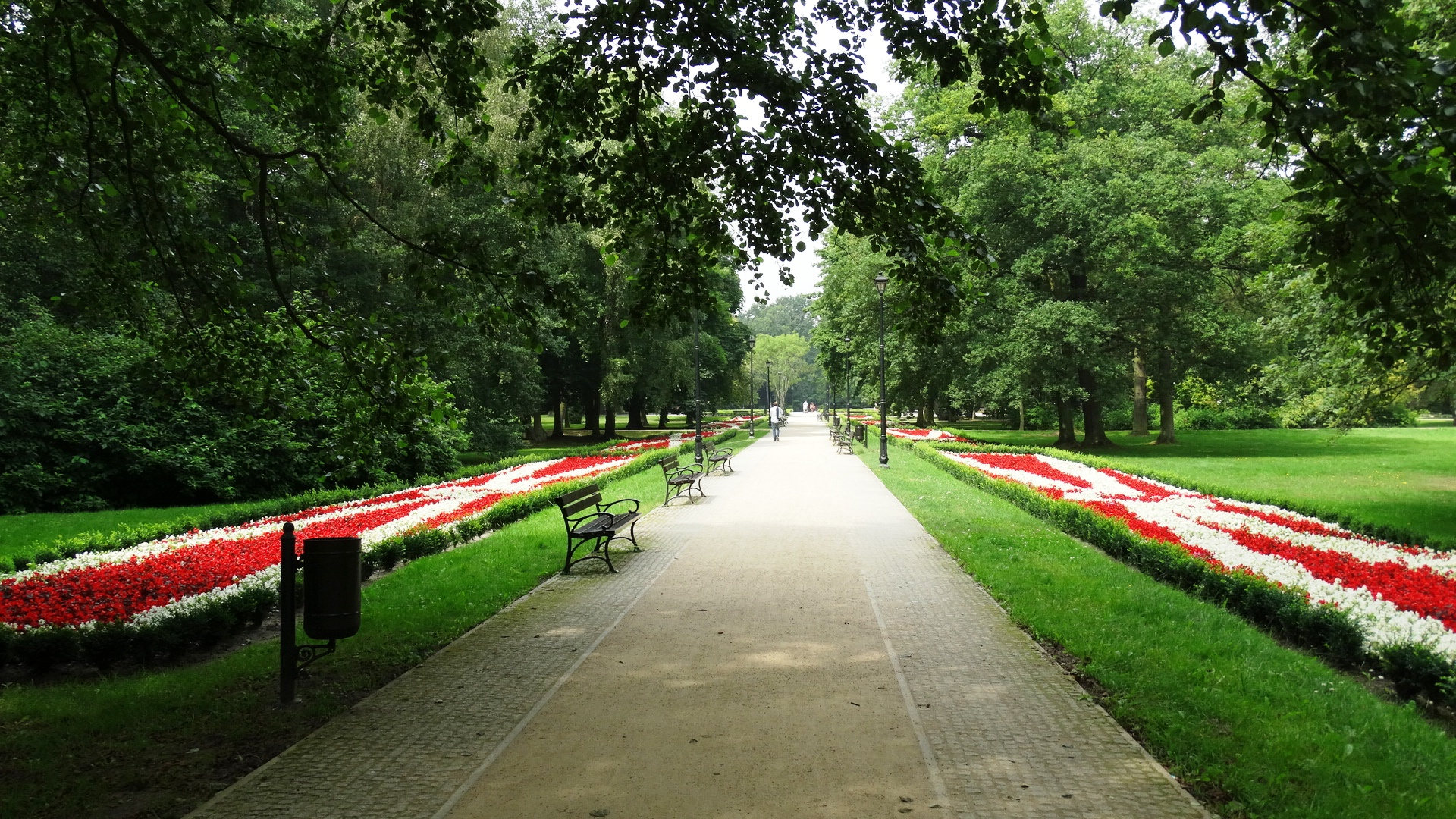
Курортний парк у Свіноуйсьце

У польській частині острова цікаві місця:
- Природний заповідник Карсіборські Папроці[pl]
- Музей морського рибальства[pl]
- Західний форт, в якому знаходиться Музей історії фортеці[pl]
- Курортний парк[pl]

## Цікаві факти
8 лютого 1945 року з концтабора «Узедом» група радянських військовополонених здійснила втечу на бомбардувальнику «Хейнкель-111», відома як втеча групи Дев'ятаєва.